# 대원방송
대원방송(영어: Daewon Broadcasting)은 대한민국의 케이블 TV 방송사이다. 대원미디어의 계열사로서 2002년 애니원을 개국하였고, 2005년 챔프TV를 개국하였고, 2006년 애니박스 개국으로 점차 그 사세를 키워 현재는 애니원, 애니박스, 채널J의 3개 채널을 운영 중이다.
TV시리즈 애니메이션을 수입하여 애니원, 애니박스에서 방영하고 있고, 수입 애니메이션의 한국어 더빙을 하고 있다.

## 운영
| 채널 명  | 비고 |
| 애니원   |      |
| 애니박스 |      |
| 채널J    |      |